# Саулкрасти
Саулкрасти (латис. Saulkrasti, нім. Neubad) — місто в Латвії, у Саулкрастському краю.

## Назва
- Саулкрасти (латис. Saulkrasti;  вимова)
- Нойбад (нім. Neubad)

## Географія
Саулкрасти — місто чотирьох річок — Інчупе, Петерупе, Кішупе, Аге.
Місто оточене численними дачними кооперативами — Сілмала, Петерупе, Ювілейний, Селга, Кішупе, Сауле й ін.

## Пам'ятки
- Петерупська церква. Є однією зі свідків історії в Саулкрастах. У церкви давня історія, про що свідчить і те, що сьогоднішній будинок церкви вже четвертий. Стародавні рукописи повідомляють, що вже в 13-м столітті, коли в Латвії почалося хрещення, на пагорбі коли річки був побудований дерев'яний дім молитви або капела, якому дали ім'я Святого Петра. За минулий час навколо пасторського маєтку й церкви утворилося селище — село Петерупе (згадується в документах як Петерскапелле).
- Латвійський музей велосипедів. Колекція укомплектована найцікавішими з технічної точки зору зразками знайдених у Латвії велосипедів, що демонструють історію їхнього розвитку. Крім велосипедів у колекції широко представлені різні речі, пов'язані з використанням велосипедів, з кільцевими велосипедними перегонами, зі спільнотою по велоспорту й виробництвом велосипедів. В експозиції можна оглянути велику колекцію фірмових знаків (емблем) східноєвропейських велосипедних фірм.
- Біла дюна. Є одним із найкрасивіших прибережних дюн Латвії з не менш прекрасним видом на Відземське узбережжя. Для цих цілей обладнаний особливий оглядовий майданчик, де можна відпочити. Від Білої дюни уздовж морського узбережжя створена пішохідна Стежка сонячного заходу довжиною 3,6 км. З білої дюни відкривається вид на гирло річки Інчупе.